# Blok Zawodowy Polskich Artystów Plastyków
Blok Zawodowy Polskich Artystów Plastyków (BZPAP) – polskie stowarzyszenie zawodowo–artystyczne, zrzeszające twórców w dziedzinie sztuk pięknych. Działało w latach 1932–1939.

## Historia i profil
Stowarzyszenie zostało powołane w 1932. Powstało z połączenia kilku mniejszych ugrupowań o zbliżonym profilu. W jego skład weszły też formacje o charakterze typowo artystycznym. Organizacja otrzymała uprawnienia związku zawodowego. Jej równorzędnym celem było stworzenie członkom warunków swobodnej twórczości, wolnej od nacisków zewnętrznych, a przede wszystkim tradycjonalistycznie nastawionego mecenatu państwowego. Ugrupowaniem konkurencyjnym dla BZPAP był propaństwowy Blok Zawodowych Artystów Plastyków.
Po zakończeniu okupacji niemieckiej Polski tradycje i zadania Bloku przejął Związek Polskich Artystów Plastyków (ZPAP).